# Myiopharus nitidiuscula
Myiopharus nitidiuscula är en tvåvingeart som först beskrevs av Wulp 1890.  Myiopharus nitidiuscula ingår i släktet Myiopharus och familjen parasitflugor. Inga underarter finns listade i Catalogue of Life.